# Marshall Rosenberg
Marshall B. Rosenberg (Canton, Ohio, 1934. október 6. – Albuquerque, Új-Mexikó, 2015. február 7.) amerikai pszichológus, aki kifejlesztette az erőszakmentes kommunikáció (EMK) módszerét. A módszer lényege, hogy segítse a sikeres információcserét, a konfliktusok és különbségek békés rendezését.

## Élete
Rosenberg Detroit városának lármás és féktelen szegletében nőtt fel. Erőteljes érdeklődést alakított ki a kommunikáció új formái iránt, amelyek békés alternatívákat kínálhatnak az erőszak helyett. 
1961-ben doktorált klinikai pszichológiából a Wisconsini egyetemen. 1966-ban az Amerikai Pszichológiai Szakvizsgabizottság diplomata státuszú tagjává választotta. Dolgozott együtt Carl Rogersszel, a humanisztikus pszichológia egyik legfőbb képviselőjével is.
Élete során 50 könyvet adott ki, köztük a bestseller Nonviolent Communication: A Language of Life című művét, melyből világszerte több, mint egymillió példány kelt el, és több, mint harminc nyelvre fordították.
Élete során több nagyszabású díjat is kapott, többek között:
- 2014: Champion of Forgiveness Award from the Worldwide Forgiveness Alliance
- 2006: Bridge of Peace Nonviolence Award from the Global Village Foundation
- 2005: Light of God Expressing in Society Award from the Association of Unity Churches
- 2004: Religious Science International Golden Works Award
- 2004: International Peace Prayer Day Man of Peace Award by the Healthy, Happy Holy (3HO) Organization
- 2002: Princess Anne of England and Chief of Police Restorative Justice Appreciation Award
- 2000: International Listening Association Listener of the Year Award

Kezdetben arra használta az EMK módszert, hogy államilag finanszírozott iskolák integrációs projektjeit segítse kommunikációs képességeket fejlesztő tréningek biztosításával. Később. 1984-ben, megalapította az Erőszakmentes Kommunikációs Központot, ami mára már több száz képzett EMK térnerrel rendelkezik, annak érdekében, hogy támogassa az EMK módszer tanítását több, mint 35 országban a világ minden tájékán.
Az elismert pszichológus rengeteg EKM workshopot és nemzetközi képzést vezetett több ezer érdeklődő számára a világ több, mint hatvan országában. Ezen kívül békeprogramokat és tréningeket kezdeményezett rengeteg háború sújtotta övezetben, például: Nigériában, Indonéziában, Malajziában, Sri Lankán stb. Fáradhatatlanul dolgozott együtt ügyvédekkel, egészségügyi dolgozókkal, tanárokkal, menedzserekkel, katonákkal, rendőrökkel, foglyokkal, börtönőrökkel vagy akár családokkal.

## Magyarul
- A szavak ablakok vagy falak. Erőszakmentes kommunikáció; ford. Bojtár Tamás; Agykontroll, Bp., 2001
- A szavak ablakok vagy falak. Erőszakmentes kommunikáció; ford. Bojtár Tamás, Rambala Éva; 2. bőv. kiad.; Agykontroll, Bp., 2004
- Így is lehet nevelni és tanítani. Erőszakmentes kommunikáció az iskolában és otthon; ford. Hanny Norbert; Agykontroll, Bp., 2005